# 스토리지 에어리어 네트워크
스토리지 에어리어 네트워크(Storage area network, SAN)는 일명 저장지역통신망이라고 하며, 디스크 어레이, 테이프 라이브러리, 옵티컬 주크박스와 같은 원격 컴퓨터 기억 장치를 서버에 부착하는 구조를 가리키는 낱말이다. 간략히 샌(SAN)이라고 말한다. 이 구조를 이용하면 장치들은 우리 눈에 운영 체제에 직접 연결된 것처럼 보이게 한다. SAN은 일반적으로 일반 장치가 일반 망을 거쳐 접근할 수 없는 기억 장치들을 한 데 연결한 망을 가리킨다. 2000년대 말에 이르러 SAN의 비용과 복잡성이 낮아지면서 대기업과 중소기업 사업 환경, 방송국의 TV주조정실에 더 널리 쓰일 수 있게 되었다.

## 네트워크 종류
대부분의 스토리지망이 SCSI 규약을 사용하여 서버와 디스크 드라이브 장치 사이의 자료를 주고 받는다. 다른 프로토콜로의 매핑 계층은 망을 형성하는 데 쓰인다:
- ATA 오버 이더넷 (AoE) - 이더넷 위의 ATA 매핑
- 파이버 채널 프로토콜 (FCP)
- 파이버 채널 오버 이더넷 (FCoE)
- ESCON 오버 파이버 채너러 (FICON) - 메인프레임 컴퓨터에 쓰임
- 하이퍼SCSI
- 인터넷 파이버 채널 프로토콜(iFCP) 또는 SANoIP
- iSCSI
- iSER

스토리지망은 SAS와 SATA 기술로 구축할 수 있다.

## 같이 보기
- 파이버 채널
- iSCSI